# KAJ (glasbena skupina)
KAJ (/ˈkaɪ/,finsko švedsko: [kɑjː] ) je švedsko govoreča finska glasbena skupina, ustanovljena leta 2009. Skupino sestavljajo Kevin Holmström, Axel Åhman in Jakob Norrgård, katerih začetnice imen tvorijo ime skupine.

## Ozadje
Axel Åhman in Jakob Norrgård sta se prvič srečala pri igri nogometa ter postala tesna prijatelja. Kasneje je Axel na motokros stezi v Röukasu spoznal Kevina Holmströma. Kevin in Jakob sta se spoznala v diskoteki v Maxmu, saj sta imela skupnega prijatelja Alexa. Trio je kasneje obiskoval isto šolo, kar je okrepilo njihovo prijateljstvo in leta 2009 so ustanovili skupino KAJ.

## Pesem Evrovizije
Leta 2025 je skupina KAJ sodelovala na Melodifestivalen 2025, švedskem nacionalnem izboru za Pesem Evrovizije 2025. S pesmijo »Bara bada bastu« so nastopili v četrtem polfinalu in se uvrstili v finale, kjer so zmagali s 164 točami. Z zmago so si prislužili pravico zastopati Švedsko na tekmovanju za pesem Evrovizije 2025 v Baslu v Švici. Njihova pesem je bila prva švedska pesem zapeta v švedščini po letu 1998 na tem tekmovanju. Pesem je dosegla izjemen uspeh po vsem svetu in se uvrstila na vrh lestvice Spotify Global Viral 50. Na tem tekmovanju je bilo nazadnje možno slišati pesem v švedščini leta 2012, ko je Finsko zastopala finsko-švedska pevka Pernilla Karlsson s pesmijo »När jag blundar«. Pred njihovim nastopom so se pojavila ugibanja, da bodo morali spremeniti del besedila v skladu s pravili Evrovizije, ker je uporaba finske kletvice perkele prepovedana. Ko pa je skupina nastopila v prvem polfinalu Evrovizije, dne 13. maja 2025, besedilo ni bilo spremenjeno. 
Na Evroviziji so nastopili v prvem polfinalnem izboru ter se uvrstili v finale. V finalnem izboru 17. maja 2025 so s 321 točkami zasedli 4. mesto.

## Člani

### Trenutni člani
- Kevin Holmström (finsko švedsko: [ˈkevin ˈholmstrøm] ⓘ, * 12. december 1993) – vokalist, kitara[14]
- Axel Åhman (finsko švedsko: [ˈɑksel ˈoːmɑn] ⓘ, * 6. februar 1993) – vokalist, bas kitara, violina, saksofon[14]
- Jakob Norrgård (finsko švedsko: [ˈjɑːkob ˈnorːɡoːrd] ⓘ, * 22. marec 1993) – vokalist[14]

## Diskografija

### Studijski albumi
| Naslov                             | Podrobnosti                                                                                              | Najvišja uvrstitev na lestvici |
| Naslov                             | Podrobnosti                                                                                              | FIN                            |
| ---------------------------------- | --- | ------------------------------ |
| Professionella pjasalappar         | - Objavljeno: 30. junija 2012 - Založba: Samostojno izdano - Formati: CD, digitalni prenos, streaming    | —                              |
| Lokalproducerat pjas               | - Objavljeno: 27. septembra 2014 - Založba: Samostojno izdano - Formati: CD, digitalno prenos, streaming | —                              |
| Kom ti byin                        | - Objavljeno: 9. oktobra 2016 - Založba: Pjas Productions - Formati: CD, digitalni prenos, streaming     | —                              |
| Gambämark                          | - Objavljeno: 14. septembra 2018 - Založba: Pjas Productions - Formati: CD, digitalni prenos, streaming  | —                              |
| Born to Börn (pod imenom Vörjeans) | - Objavljeno: 14. junij 2019 - Založba: Pjas Productions - Formati: CD, digitalni prenos, streaming      | —                              |
| Botnia Paradise                    | - Objavljeno: 10. decembra 2021 - Založba: Pjas Productions - Formati: CD, digitalni prenos, streaming   | —                              |
| Karar i arbeit                     | - Objavljeno: 10. maja 2024 - Založba: Samostojno izdano - Formati: CD, digitalni prenos, streaming      | 32                             |
| Sauna Collection                   | - Objavljeno: 16. maja 2025 - Založba: Warner - Formati: LP, CD                                          |                                |

### Pesmi
| Naslov                                 | Leto | Uvrstitve na lestvicah | Uvrstitve na lestvicah | Uvrstitve na lestvicah | Uvrstitve na lestvicah | Album                |
| Naslov                                 | Leto | FIN                    | EST                    | ICE                    | NOR                    | Album                |
| -------------------------------------- | ---- | ---------------------- | ---------------------- | ---------------------- | ---------------------- | -------------------- |
| »Heimani i skick«                      | 2013 | —                      | —                      | —                      | —                      | Lokalproducerat pjas |
| »Jåo nåo e ja jåo YOLO ja nåo«         | 2014 | —                      | —                      | —                      | —                      | Lokalproducerat pjas |
| »Pa to ta na kako?«                    | 2015 | —                      | —                      | —                      | —                      | Kom ti byin          |
| »Taco hej (me gusta)«                  | 2015 | —                      | —                      | —                      | —                      | Kom ti byin          |
| »Paavos Barkbrö« (live)                | 2017 | —                      | —                      | —                      | —                      | —                    |
| »Volvoräägör« (kot Vörjeans)           | 2019 | —                      | —                      | —                      | —                      | Born to Börn         |
| »Text-TV«                              | 2019 | —                      | —                      | —                      | —                      | —                    |
| »Vems pojk e do?«                      | 2019 | —                      | —                      | —                      | —                      | —                    |
| »Rejpelts Miss Valborg« (kot Vörjeans) | 2022 | —                      | —                      | —                      | —                      | —                    |
| »Håo Håo Vööbåo« (kot Vörjeans)        | 2022 | —                      | —                      | —                      | —                      | —                    |
| »Firmans man«                          | 2024 | —                      | —                      | —                      | —                      | Karar i arbeit       |
| »Dansgolv«                             | 2024 | —                      | —                      | —                      | —                      | Karar i arbeit       |
| »Bara bada bastu«                      | 2025 | 1                      | 69                     | 35                     | 26                     | Sauna Collection     |